# جودی کاندی
جودی کاندی (انگلیسی: Jody Cundy؛ زادهٔ ۱۴ اکتبر ۱۹۷۸) دوچرخه‌سوار اهل بریتانیا است.
وی در مسابقات کشوری و بین‌المللی در مجموع برندهٔ ۲۵ مدال طلا، ۳ مدال نقره، ۶ مدال برنز شده‌است.

## زندگی شخصی
کندی در ویسبچ، کمبریج شر در خانواده آلن، جوشکار، و آن، کارمند حسابداری به دنیا آمد. او همراه با برادر کوچکترش اشلی در نورفوک بزرگ شد. کندی با یک پای بد شکل به دنیا آمد که در سه سالگی قطع شد.
کندی در دانشگاه هرتفوردشر مستقر در هتفیلد تحصیل کرد و در آنجا نیز عضو باشگاه شنای شهر بود. در ۱۲ اکتبر ۲۰۱۲، با برگزاری مراسمی در بورس ذرت کمبریج، دکترای افتخاری از دانشگاه آنگلیا راسکین به کندی اعطا شد.

## حرفه دوچرخه سواری
در سال ۲۰۰۶، او از شنا به دوچرخه سواری روی آورد و در مسابقات بین‌المللی در رده معلولیت C4 شرکت کرد. او که در اولین بازی خود در مسابقات قهرمانی جهان در سال ۲۰۰۶، طلا را به دست آورد، این موفقیت را در سال‌های ۲۰۰۷ و ۲۰۰۹ نیز تکرار کرد و در هر دو مسابقه نیز عنوان قهرمانی سرعت تیمی را به دست آورد. از زمان روی آوردن به دوچرخه‌سواری، او در منچستر مستقر است و در آنجا با تیم دوچرخه‌سواری بریتانیا تمرین می‌کند.
کندی به نمایندگی از بریتانیا در پارالمپیک تابستانی ۲۰۰۸ در پکن، رکورد جهانی را در راه کسب مدال طلا در تایم تریل ۱ کیلومتر با زمان ۱ دقیقه و ۵٫۴۶۶ ثانیه شکست. این باعث شد او یکی از معدود ورزشکارانی باشد که در دو رشته ورزشی مختلف قهرمان پارالمپیک شده‌اند.
او برای تیم بریتانیا در پارالمپیک تابستانی ۲۰۱۲ انتخاب شد. انتظار می‌رفت او در مسابقات تایم تریل ۱ کیلومتری مردان C4/5 طلا بگیرد، اما مدت کوتاهی پس از شروع لیز خورد، که به گفته او به دلیل درست کار نکردن دروازه شروع است. نماینده فنی اتحادیه بین‌المللی دوچرخه سواری، لوئیس باربو، مخالفت کرد و از شروع مجدد او خودداری کرد. کندی پس از آن به شدت خشمگین شد و فحش داد و بطری‌های آب را پرتاب کرد. او بعداً از جمعیت عذرخواهی کرد، اگرچه به وضوح گفت که هنوز با این تصمیم مخالف است. او در مسابقه ۴ کیلومتری تعقیبی مردان C4/5 با مسابقه دیگو گومز از کلمبیا برنز گرفت. او در اولین کیلومتر مسابقه، زمان ۱:۰۵٫۳۱۷ را در گرما ثبت کرد که می‌توانست در تایم تریل ۱ کیلومتر پیروز شود.
کندی قصد داشت برای بازی‌های مشترک المنافع ۲۰۱۴ به تیم انگلیس راه پیدا کند، اما پس از کسب مقام پنجم در بین رقبای انگلیسی و هشتم در مجموع در تایم تریل ۱ کیلومتر در مسابقات قهرمانی ملی پیست بریتانیا در سال ۲۰۱۳، این امید را رها کرد، علی‌رغم ثبت یک بهترین شخصی جدید و جهانی. رکورد برای رده C4. متعاقباً در مسابقات جهانی پیست پارا دوچرخه سواری UCI 2014 در آگوئاسکالینتس در تایم تریل C4 1 کیلومتر طلا گرفت و نهمین عنوان جهانی خود را به دست آورد و با زمان ۱:۰۱٫۴۶۶ رکورد جهانی خود را شکست.
کندی در سال‌های ۲۰۱۵ و ۲۰۱۶ در ۱ کیلومتر TT بدون شکست باقی ماند. علاوه بر مدال طلای کیلویی ۲۰۱۶، او با همتایان تیم دوچرخه سواری بریتانیا، لوئیس رولف و جان آلن باترورث، قهرمان جهان شد و در مسابقات جهانی مونتیچاری، ایتالیا در ماه مارس، در یک رکورد جدید جهانی پیروز شد.
در بازی‌های پارالمپیک تابستانی ۲۰۱۶ در ریو، کندی در رکورد جدید پارالمپیک ۱:۰۴٫۴۹۲ عنوان وزن خود را در پارالمپیک دوباره به دست آورد که با فاکتورگیری برای ورزشکاران C4، زمان برد ۱:۰۲٫۴۷۳ را در آخرین رویداد دوچرخه‌سواری پیست پارالمپیک تیمی تابستانی ۲۰۱۶ بدست آورد. با لوئیس رولف و جان آلن باترورث به مدال طلای Mixed Team Sprint C1-5 با رکورد جهانی ۴۸٫۶۳۵ رسید.
کندی در مراسم افتخارات سال نو ۲۰۰۹ به عضویت نشان امپراتوری بریتانیا (MBE) و در افتخارات سال نو ۲۰۱۷ به عنوان افسر نشان امپراتوری بریتانیا (OBE) برای خدمات دوچرخه سواری و شنا منصوب شد.
در بازی‌های پارالمپیک ۲۰۲۰ توکیو، او نقره را در مسابقات تایم تریل ۱ کیلومتری C4-5 پشت سر آلفونسو کابلو، ورزشکار اسپانیایی C5، به خانه برد. دو روز بعد او با کادینا کاکس و ژاکو ون گس متحد شد تا طلا را در زمان WR جدید ۴۷٫۵۷۹ در C1-5 مختلط ۷۵۰ متر سرعت تیمی پیش از قهرمان فعلی جهان چین به دست آورد.
با کسب مدال نقره خود در مسابقات پارالمپیک توکیو، او اولین ورزشکار مرد بریتانیایی بود که در ۷ بازی متوالی پارالمپیک مدال کسب کرد.